# Бруно Конті
Бруно Конті (італ. Bruno Conti, * 13 березня 1955, Неттуно) — колишній італійський футболіст, фланговий півзахисник. По завершенні ігрової кар'єри — футбольний тренер.
Як гравець насамперед відомий виступами за клуб «Рома», а також національну збірну Італії.
Чемпіон Італії. Чотириразовий володар Кубка Італії. У складі збірної — чемпіон світу.

## Клубна кар'єра
Вихованець дитячих шкіл «N.A.G.C. Неттуно» та «Анціо», згодом — юнацької команди клубу «Рома».
У дорослому футболі дебютував в сезоні 1973–74 виступами за головну команду «Роми». Провівши протягом двох сезонів у складі «Роми» лише 4 гри був відданий у оренду до клубу «Дженоа», у складі якої відіграв сезон у Серії B. Пізніше, у 1978–79, відіграв за команду з Генуї ще один сезон. Поза ціми двома сезонами, проведеними в оренді, протягом усієї футбольної кар'єри залишався вірним «Ромі», у складі якої провів загалом 16 сезонів.
Більшість часу, проведеного у складі «Роми», був основним гравцем команди. Завершив професійну кар'єру футболіста виступами за цей клуб у 1990 році. У складі «вовків» ставав чемпіоном Італії, чотири рази виборював Кубок країни.

## Виступи за збірну
1980 року дебютував в офіційних матчах у складі національної збірної Італії. Протягом кар'єри у національній команді, яка тривала 7 років, провів у формі головної команди країни 47 матчів, забивши 5 голів. У складі збірної був учасником чемпіонату світу 1982 року в Іспанії, здобувши того року титул чемпіона світу, а також чемпіонату світу 1986 року у Мексиці.

## Кар'єра тренера
По завершенні кар'єри футболіста залишився у «Ромі», в якій на початку 1990-х працював з дитячими та юнацькими командами різних вікових категорій.
2005 року нетривалий час очолював тренерський штаб римської команди як виконувач обов'язків головного тренера.
| Дата       | Місто         | Господарі         | Результат | Гості          | Турнір                        | Голи | Примітки       |
| ---------- | ------------- | ----------------- | --------- | -------------- | ----------------------------- | ---- | -------------- |
| 11/10/1980 | Люксембург    | Люксембург        | 0 – 2     | Італія         | Відбір до ЧС 1982             | -    |                |
| 01/11/1980 | Рим           | Італія            | 2 – 0     | Данія          | Відбір до ЧС 1982             | -    |                |
| 15/11/1980 | Турин         | Італія            | 2 – 0     | Югославія      | Відбір до ЧС 1982             | 1    |                |
| 06/12/1980 | Афіни         | Греція            | 0 – 2     | Італія         | Відбір до ЧС 1982             | -    |                |
| 03/01/1981 | Монтевідео    | Уругвай           | 2 – 0     | Італія         | Золотий кубок чемпіонів світу | -    |                |
| 06/01/1981 | Монтевідео    | Нідерланди        | 1 – 1     | Італія         | Золотий кубок чемпіонів світу | -    |                |
| 25/02/1981 | Рим           | Італія            | 0 – 3     | Європа         | товариський матч              | -    |                |
| 03/06/1981 | Копенгаген    | Данія             | 3 – 1     | Італія         | Відбір до ЧС 1982             | -    |                |
| 23/09/1981 | Болонья       | Італія            | 3 – 2     | Болгарія       | товариський матч              | -    |                |
| 17/10/1981 | Белград       | Югославія         | 1 – 1     | Італія         | Відбір до ЧС 1982             | -    |                |
| 14/11/1981 | Турин         | Італія            | 1 – 1     | Греція         | Відбір до ЧС 1982             | 1    |                |
| 23/02/1982 | Париж         | Франція           | 2 – 0     | Італія         | товариський матч              | -    |                |
| 14/04/1982 | Лейпциг       | НДР               | 1 – 0     | Італія         | товариський матч              | -    |                |
| 14/06/1982 | Віґо          | Італія            | 0 – 0     | Польща         | ЧС 1982 - 1-й етап            | -    |                |
| 18/06/1982 | Віґо          | Італія            | 1 – 1     | Перу           | ЧС 1982 - 1-й етап            | 1    |                |
| 23/06/1982 | Віґо          | Італія            | 1 – 1     | Камерун        | ЧС 1982 - 1-й етап            | -    |                |
| 29/06/1982 | Барселона     | Італія            | 2 – 1     | Аргентина      | ЧС 1982 - 2-й етап            | -    |                |
| 05/07/1982 | Барселона     | Італія            | 3 – 2     | Бразилія       | ЧС 1982 - 2-й етап            | -    |                |
| 08/07/1982 | Барселона     | Італія            | 2 – 0     | Польща         | ЧС 1982 - півфінал            | -    |                |
| 11/07/1982 | Мадрид        | Італія            | 3 – 1     | ФРН            | ЧС 1982 - Фінал               | -    | Чемпіони світу |
| 27/10/1982 | Рим           | Італія            | 0 – 1     | Швейцарія      | товариський матч              | -    |                |
| 13/11/1982 | Мілан         | Італія            | 2 – 2     | Чехословаччина | Відбір до ЧЄ 1984             | -    |                |
| 04/12/1982 | Флоренція     | Італія            | 0 – 0     | Румунія        | Відбір до ЧЄ 1984             | -    |                |
| 16/04/1983 | Бухарест      | Румунія           | 1 – 0     | Італія         | Відбір до ЧЄ 1984             | -    |                |
| 29/05/1983 | Гетеборг      | Швеція            | 2 – 0     | Італія         | Відбір до ЧЄ 1984             | -    |                |
| 05/10/1983 | Барі          | Італія            | 3 – 0     | Греція         | товариський матч              | -    |                |
| 15/10/1983 | Неаполь       | Італія            | 0 – 3     | Швеція         | Відбір до ЧЄ 1984             | -    |                |
| 22/12/1983 | Перуджа       | Італія            | 3 – 1     | Кіпр           | Відбір до ЧЄ 1984             | -    |                |
| 04/02/1984 | Рим           | Італія            | 5 – 0     | Мексика        | товариський матч              | 1    |                |
| 03/03/1984 | Стамбул       | Туреччина         | 1 – 2     | Італія         | товариський матч              | -    |                |
| 07/04/1984 | Верона        | Італія            | 1 – 1     | Чехословаччина | товариський матч              | -    |                |
| 22/05/1984 | Цюрих         | ФРН               | 1 – 0     | Італія         | товариський матч              | -    |                |
| 26/09/1984 | Мілан         | Італія            | 1 – 0     | Швеція         | товариський матч              | -    |                |
| 03/11/1984 | Лозанна       | Швейцарія         | 1 – 1     | Італія         | товариський матч              | -    |                |
| 08/12/1984 | Пескара       | Італія            | 2 – 0     | Польща         | товариський матч              | -    |                |
| 05/02/1985 | Дублін        | Ірландія          | 1 – 2     | Італія         | товариський матч              | -    |                |
| 13/03/1985 | Афіни         | Греція            | 0 – 0     | Італія         | товариський матч              | -    |                |
| 03/04/1985 | Асколі-Пічено | Італія            | 2 – 0     | Португалія     | товариський матч              | 1    |                |
| 02/06/1985 | Мехіко        | Мексика           | 1 – 1     | Італія         | товариський матч              | -    |                |
| 06/06/1985 | Мехіко        | Італія            | 2 – 1     | Англія         | товариський матч              | -    |                |
| 25/09/1985 | Лечче         | Італія            | 1 – 2     | Норвегія       | товариський матч              | -    |                |
| 05/02/1986 | Авелліно      | Італія            | 1 – 2     | ФРН            | товариський матч              | -    |                |
| 11/05/1986 | Неаполь       | Італія            | 2 – 0     | КНР            | товариський матч              | -    |                |
| 31/05/1986 | Мехіко        | Італія            | 1 – 1     | Болгарія       | ЧС 1986 - 1-й етап            | -    |                |
| 05/06/1986 | Пуебла        | Італія            | 1 – 1     | Аргентина      | ЧС 1986 - 1-й етап            | -    |                |
| 10/06/1986 | Пуебла        | Італія            | 3 – 2     | Південна Корея | ЧС 1986 - 1-й етап            | -    |                |
| 17/06/1986 | Мехіко        | Франція           | 2 – 0     | Італія         | ЧС 1986 - 1/8 фіналу          | -    |                |
| Усього     |               | Матчів (47 місце) | 47        |                | Голів (65 місце)              | 5    |                |

## Титули і досягнення

### Командні
- Чемпіон Італії (1):

«Рома»: 1982–83
- Володар Кубка Італії (4):

«Рома»: 1979–80, 1980–81, 1983–84, 1985–86
- Чемпіон світу (1):

1982

### Особисті
- Включений до символічної збірної чемпіонату світу:

1982